# Ernst Busse
Ernst Busse (* 24. November 1897 in Solingen; † 31. August 1952 im Lager in Workuta) war ein deutscher Politiker (KPD/SED). Er war Reichstagsabgeordneter und thüringischer Innenminister.

## Leben
Busse wuchs in den armen Verhältnissen einer Solinger Familie von Messer- und Scherenschleifern auf. Schon früh engagierte er sich politisch, zunächst bei der Sozialistischen Arbeiterjugend (SAJ), dann auch beim Deutschen Metallarbeiterverband (DMV). An der Teilnahme am Ersten Weltkrieg hinderte ihn seine Lungentuberkulose, eine typische Berufskrankheit der Solinger Schleifer. Busse war deswegen als Erntearbeiter beschäftigt.
Der KPD trat er sofort nach ihrer Gründung bei, wurde Mitglied der Bezirksleitung und schrieb als Arbeiterkorrespondent und Volontär für die Bergische Arbeiterstimme. Gleichzeitig übernahm er Funktionen im DMV.
Seit 1925 war Busse hauptberuflich Gewerkschaftsfunktionär in Mönchengladbach und ab 1931 in Köln Bezirksleiter der Revolutionären Gewerkschafts-Opposition (RGO). Als Politiker der KPD war er Stadtverordneter in Viersen und wurde 1932 in den Reichstag gewählt.
Nach der Machtübernahme der Nationalsozialisten setzte Busse seine politischen und gewerkschaftlichen Tätigkeiten als RGO-Bezirksleiter in Erfurt illegal fort. Später wurde Busse verhaftet. Am 12. November 1934 wurde Busse wegen „Vorbereitung des Hochverrats“ (er hatte Flugblätter verteilt) und „Neubildung von Parteien“ zu drei Jahren Zuchthaus verurteilt. Nach Verbüßung der Haft in Kassel und Köln wurde er in das KZ Lichtenburg eingewiesen und nach dessen Auflösung 1937 in das KZ Buchenwald. Dort war er von Anfang an als Funktionshäftling eingesetzt, zunächst als Blockältester. Busse wurde 1939 Lagerältester II und 1940 Lagerältester I. Ab 1942 war Busse Kapo im Häftlingskrankenbau. Er war einer der wichtigsten Köpfe des illegalen Lagerkomitees. In Buchenwald war es den kommunistischen Häftlingen gelungen, fast alle Funktionsstellungen zu erhalten, damit hatten sie die innere Verwaltung des Konzentrationslagers in ihre Hand gebracht. Allerdings hatten sie gegenüber der SS keine wirkliche Macht und konnten nur verhältnismäßig wenig für das Wohl ihrer Genossen und der anderen Häftlinge tun, um den Preis einer Zusammenarbeit mit der SS. Ernst Busses Name befand sich auf einer Liste mit Namen von 46 Funktionshäftlingen, für die am 6. April 1945 ein Exekutionsbefehl vorlag.
Nach dem Ende der SS-Herrschaft in Buchenwald im April 1945 setzten die US-amerikanischen Militärbehörden Busse als Leiter des Landesarbeitsamtes in Erfurt ein. Nachdem die Amerikaner Thüringen räumten und die sowjetischen Truppen das Land besetzten, wurde er am 16. Juli 1945 thüringischer Innenminister und stellvertretender Ministerpräsident. Diese Stelle behielt er auch, nachdem Thüringen Teil der sowjetischen Besatzungszone wurde.
Bereits im Oktober 1946 gab es eine erste Untersuchung der SED gegen Busse – er war von ehemaligen Mithäftlingen denunziert worden, die sich von ihm schlecht behandelt fühlten. Ähnliche Parteiverfahren wiederholten sich, man warf Busse vor, er habe zu eng mit der SS zusammengearbeitet und nicht genug für die Rettung der sowjetischen Kriegsgefangenen in Buchenwald getan. Wahrscheinlich geriet Busse in einen Machtkampf zwischen den in die Sowjetunion emigrierten ehemaligen KPD-Mitgliedern und jenen, die in Deutschland geblieben waren. Die Verhörprotokolle zeigen jedenfalls, dass die Untersuchenden keinerlei Versuch unternahmen, die Zwangslage der „roten Kapos“ zu verstehen.
Busse bekam in der nächsten Zeit immer unwichtigere Aufgaben zugewiesen. Im Mai 1947 schied er als Minister aus und wurde als 4. Vizepräsident der deutschen Verwaltung für Land- und Forstwirtschaft, als Leiter des Amtes für Bodenreform und ab August 1948 als Aufsichtsrat des Verbandes deutscher Konsumgenossenschaften eingesetzt.
Am 18. April 1950 wurde er zu einer Besprechung mit sowjetischen Stellen nach Karlshorst geladen, von der er nicht wieder zurückkehrte. Am 27. Februar 1951 wurde er vom Militärtribunal der Garnison des sowjetischen Sektors der Stadt Berlin als angeblicher Kriegsverbrecher zu lebenslanger Haft verurteilt. Er starb im Sonderlager Nr. 6 RetschLag (Flusslager) in Workuta, in der autonomen Republik Komi.
Am 31. März 1990 wurde er durch die Zentrale Schiedskommission der PDS rehabilitiert. Es wurde festgestellt, dass Busses Verfolgung Ausdruck stalinistischer Willkür sei. Von sowjetischer Seite erfolgte keine Rehabilitierung.

## Ehrung
- In Weimar-Schöndorf wurde 1988 die Ernst-Busse-Straße nach ihm benannt.